# لوروپینی
لوروپینی یک شهر بازاری در جنوب بورکینافاسو است که در حدود ۴۰ کیلومتری غرب گوآ واقع است. این مکان در سال ۲۰۰۹ در میراث جهانی یونسکو به ثبت رسید.